# Centrale thermique de Kawęczyn
La centrale thermique de Kawęczyn est une centrale thermique dans la Voïvodie de Mazovie en Pologne.